# ドルトン・ポンペイ
ドルトン・K・ポンペイ（Dalton K. Pompey、1992年12月11日 - ）は、カナダ・オンタリオ州ミシサガ出身の元プロ野球選手（外野手）。右投両打。

## 経歴

### プロ入りとブルージェイズ時代
2010年のMLBドラフト16巡目（全体486位）でトロント・ブルージェイズから指名され、プロ入り。契約後、傘下のルーキー級ガルフ・コーストリーグ・ブルージェイズで16試合に出場した。
2011年は、アパラチアンリーグのルーキー級ブルーフィールド・ブルージェイズでプレーした。
2012年は、左手を骨折し、ルーキー級ブルーフィールド、A-級バンクーバー・カナディアンズ、A級ダニーデン・ブルージェイズで計16試合しか出場できなかった。
2013年に復帰し、A+級ダニーデンでプレーした。この年のマイナーリーグのゴールドグラブ賞も受賞した。
2014年は、開幕をA+級ダニーデンで迎えた。6月24日にオールスター・フューチャーズゲームに選出された。6月27日にAA級ニューハンプシャー・フィッシャーキャッツに昇格した。8月20日にAAA級バッファロー・バイソンズに昇格した。8月26日に球団がオフにポンペイをアリゾナ・フォールリーグに参加させた。期間中は、メサ・ソーラーソックスに所属した。9月1日にセプテンバー・コールアップでメジャーに昇格し、2日のタンパベイ・レイズ戦でエドウィン・エンカーナシオンの代走でメジャーデビューを果たした。9月19日のニューヨーク・ヤンキース戦で黒田博樹からメジャー初安打を記録した。オフには、アリゾナ・フォールリーグのメサ・ソーラーソックスに派遣された。
2015年は34試合に出場し、打率.223、2本塁打、6打点、5盗塁という成績を残した。またポストシーズンでもベンチ入りし、主に代走で出場した。ディビジョンシリーズ第2戦の12回裏、チャンピオンシップシリーズ第6戦の9回表、共に大事な場面で二盗、三盗の連続盗塁を成功させ、このポストシーズン通算で4盗塁（失敗なし）と活躍した。
2016年はメジャーデビュー以来最小となる8試合の出場に留まり、無安打に終わったが、4試合に1つのペースで盗塁を決め、高い走力は健在であった。
2017年開幕前の2月8日に第4回ワールド・ベースボール・クラシック（WBC）のカナダ代表に選出された。しかし試合中にに脳震盪を起こし、その後左膝も負傷。この年はメジャーでの出場はなく、マイナーでも13試合の出場にとどまった。
2018年は5月4日のタンパベイ・レイズ戦で2年ぶりにメジャーに復帰した。しかし5月12日にマイナーに降格し、5月29日に左手親指の尺側側副靱帯の部分断裂の怪我を負い、以降はシーズン終了まで全休となった。
2019年7月23日にDFAとなり、30日にマイナー契約でAAA級バッファローへ配属された。オフの11月4日にFAとなった。

### ブルージェイズ退団後
2020年1月30日にアリゾナ・ダイヤモンドバックスとマイナー契約を結んだが、新型コロナウイルスの感染拡大の影響でマイナーリーグが開催されなかったため、公式戦出場がないまま5月22日に自由契約となった。その後は7月に独立リーグであるコンステレーション・エナジーリーグと契約し、4試合に出場した。
2021年5月10日にロサンゼルス・エンゼルスとマイナー契約を結んだ。しかしメジャーへの昇格機会はなく、8月25日に自由契約となった。
2022年は母国カナダのセミプロリーグであるインターカウンティ・ベースボールリーグのゲルフ・ロイヤルズでプレーした。シーズン終了後、救急隊員への転身を目指すため現役引退を発表した。

## 詳細情報

### 年度別打撃成績
| 年 度    | 球 団    | 試 合 | 打 席 | 打 数 | 得 点 | 安 打 | 二 塁 打 | 三 塁 打 | 本 塁 打 | 塁 打 | 打 点 | 盗 塁 | 盗 塁 死 | 犠 打 | 犠 飛 | 四 球 | 敬 遠 | 死 球 | 三 振 | 併 殺 打 | 打 率 | 出 塁 率 | 長 打 率 | O P S |
| -------- | -------- | ----- | ----- | ----- | ----- | ----- | -------- | -------- | -------- | ----- | ----- | ----- | -------- | ----- | ----- | ----- | ----- | ----- | ----- | -------- | ----- | -------- | -------- | ----- |
| 2014     | TOR      | 17    | 43    | 39    | 5     | 9     | 1        | 2        | 1        | 17    | 4     | 1     | 0        | 0     | 0     | 4     | 0     | 0     | 12    | 0        | .231  | .302     | .436     | .738  |
| 2015     | TOR      | 34    | 103   | 94    | 17    | 21    | 8        | 0        | 2        | 35    | 6     | 5     | 1        | 0     | 0     | 7     | 0     | 2     | 23    | 1        | .223  | .291     | .372     | .664  |
| 2016     | TOR      | 8     | 2     | 2     | 3     | 0     | 0        | 0        | 0        | 0     | 0     | 2     | 1        | 0     | 0     | 0     | 0     | 0     | 1     | 0        | .000  | .000     | .000     | .000  |
| 2018     | TOR      | 5     | 11    | 10    | 0     | 2     | 0        | 0        | 0        | 2     | 0     | 0     | 0        | 0     | 0     | 1     | 0     | 0     | 6     | 0        | .200  | .273     | .200     | .473  |
| MLB：4年 | MLB：4年 | 64    | 159   | 145   | 25    | 32    | 9        | 2        | 3        | 54    | 10    | 8     | 2        | 0     | 0     | 12    | 0     | 2     | 42    | 1        | .221  | .289     | .372     | .662  |

### 記録
MiLB
- オールスター・フューチャーズゲーム選出：1回（2014年）

### 背番号
- 45（2014年 - 2015年）
- 23（2016年、2018年）

### 代表歴
- 2017 ワールド・ベースボール・クラシック・カナダ代表
- 2019 WBSCプレミア12カナダ代表